# 拉美西斯六世
拉美西斯六世（英語：Ramesses VI）古埃及新王国时期第二十王朝的第五任法老。（约公元前1145年—约公元前1137年在位），他即位后王室动荡，他霸占了拉美西斯五世的陵墓。由于高级官员和阿蒙神祭司擅权，因此他没有修建什么建筑物。他是最后一位在西奈开采铜矿的法老。儿子拉美西斯七世继承其王位。